# Técnico ortopédico

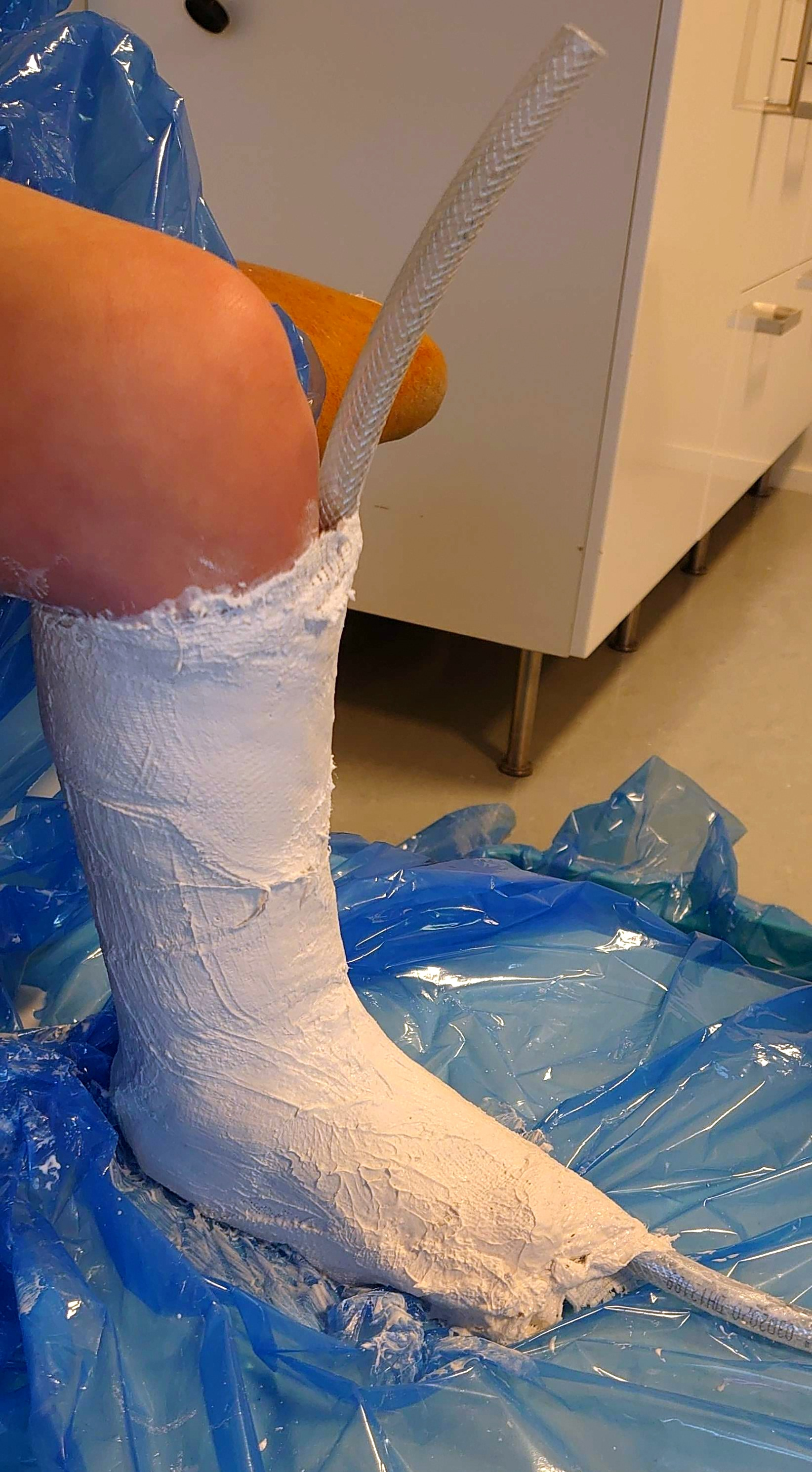
Yeso de huesos para fabricar ayudas ortopédicas.

El técnico ortopédico es el especialista en la toma de medidas, confección, fabricación y, en algunos casos, diseño de órtesis y prótesis ortopédicas que son diagnosticadas por los médicos especialistas, a las personas que tienen alguna deficiencia de un órgano o extremidad, lesión, malformación, o una amputación.
- Datos: Q3990978